# Stallhofen (Gemeinde Wernberg)
Stallhofen ist eine Ortschaft in der Gemeinde Wernberg im Bezirk Villach-Land in Kärnten.
Die Ortschaft befindet sich an der Südseite der Ossiacher Tauern, über die, von Damtschach kommend, eine Straßenverbindung nach Oberwinklern besteht. Am 1. Jänner 2025 zählte die Ortschaft 230 Einwohner.